# Bogen (Alemanha)
Bogen é um município da Alemanha, situado no distrito de Straubing-Bogen, no estado da Baviera. Tem 49,74 km² de área, e sua população em 2019 foi estimada em 10.197 habitantes.